# Channing (Vorname)
Channing ist ein meist männlicher und auch seltener weiblicher Vorname, der aus dem Französischen und Englischen oder Irischen  stammt und „junger Wolf“ bedeutet. Der Name wird auch als Nachname genutzt. 

## Variationen
Variationen des Namens sind Chann, Channe, Channon, Channun, Channen, Channan, Channin, Channyn, Channer, Channar, Channir, Channor und Channur.

## Bekannte Namensträger
- Channing Crowder (* 1983), US-amerikanischer Footballspieler
- Channing Frye (* 1983), US-amerikanischer Basketballspieler
- Channing Pollock (Dramatiker) (1880–1946), US-amerikanischer Dramatiker
- Channing Pollock (Zauberkünstler) (1926–2006), US-amerikanischer Zauberkünstler
- Channing Tatum (* 1980), US-amerikanischer Schauspieler